# یازدهمین اجلاس بریکس
یازدهمین اجلاس بریکس (انگلیسی: 11th BRICS summit) کنفرانسی بین‌المللی بود که با حضور رهبران پنج کشور عضو یعنی برزیل، روسیه، هند، چین و آفریقای جنوبی برگزار شد. این نشست در کاخ ایتاماراتی که وزارت امور خارجه برزیل در آن قرار دارد، برگزار شد. برزیل برای سومین بار میزبان این اجلاس بود.

## شرکت‌کنندگان

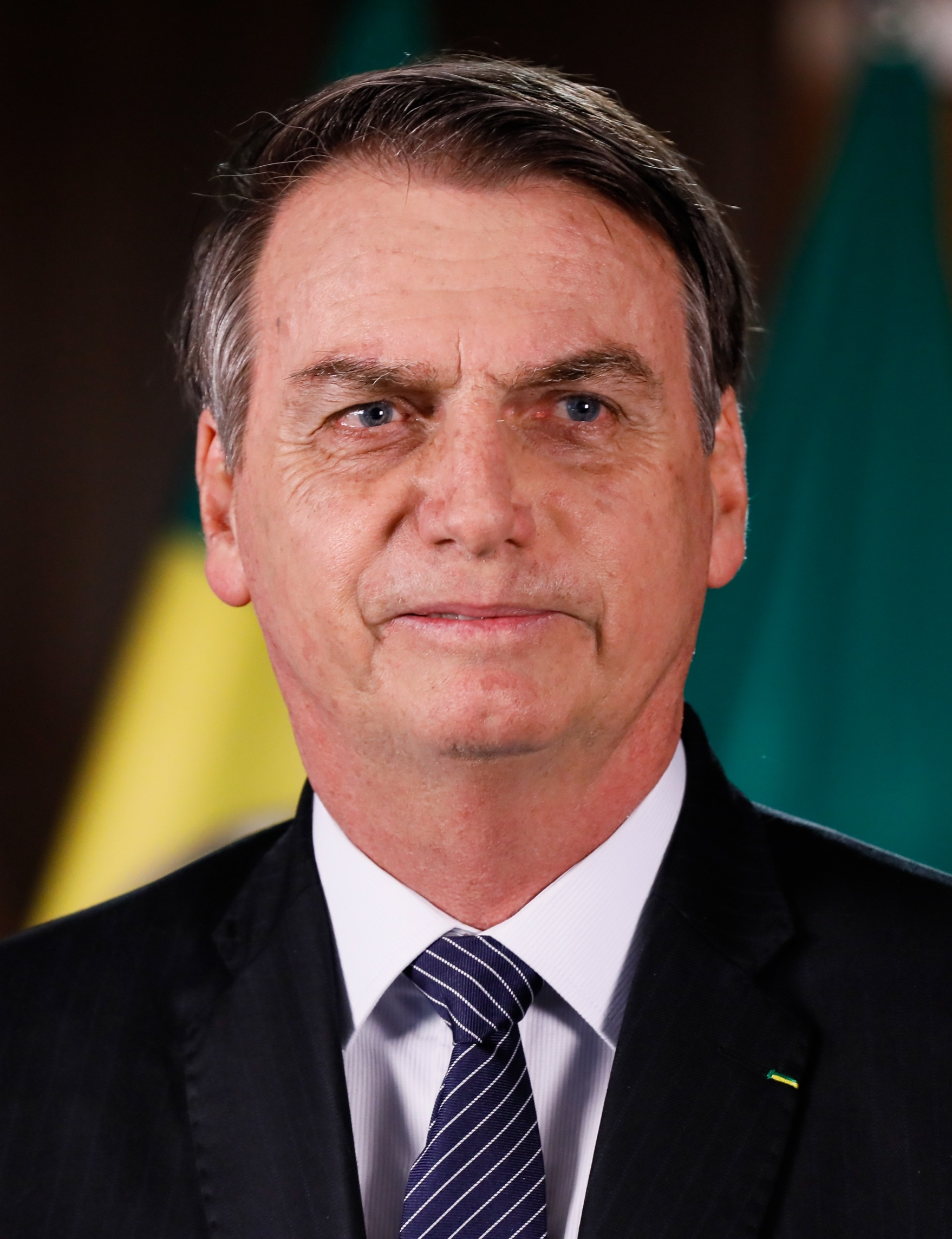
BRA ژائیر بولسونارو، رئیس‌جمهور (میزبان)
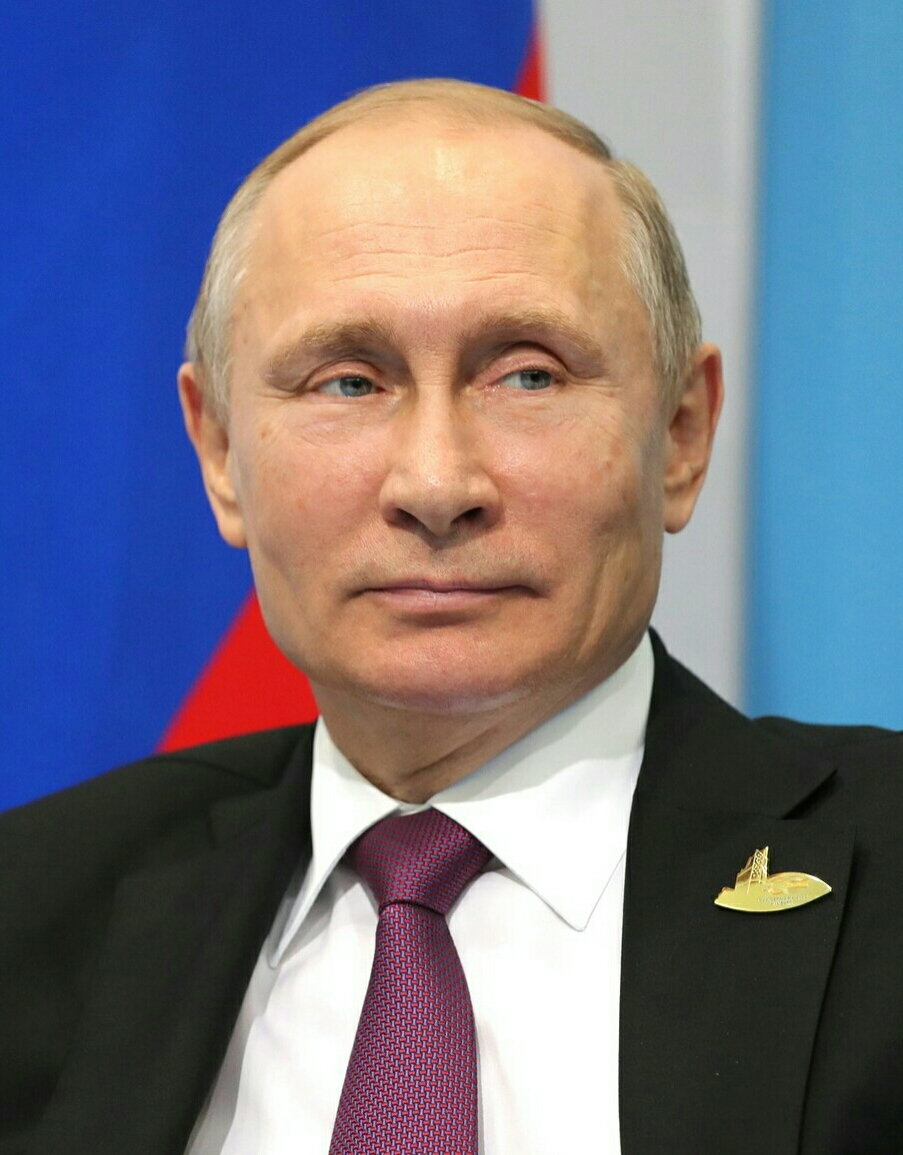
RUS ولادیمیر پوتین، رئیس‌جمهور
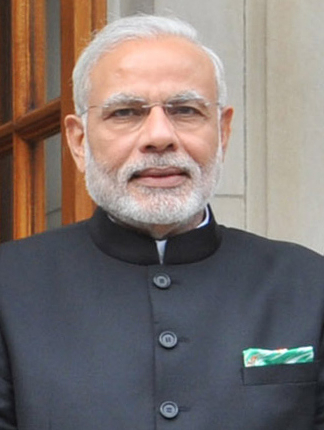
IND نارندرا مودی، نخست‌وزیر
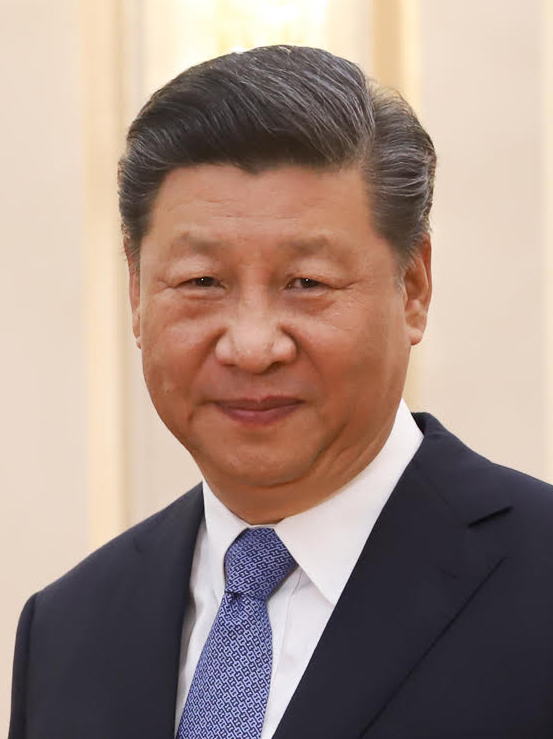
CHN شی جین پینگ، رئیس‌جمهور
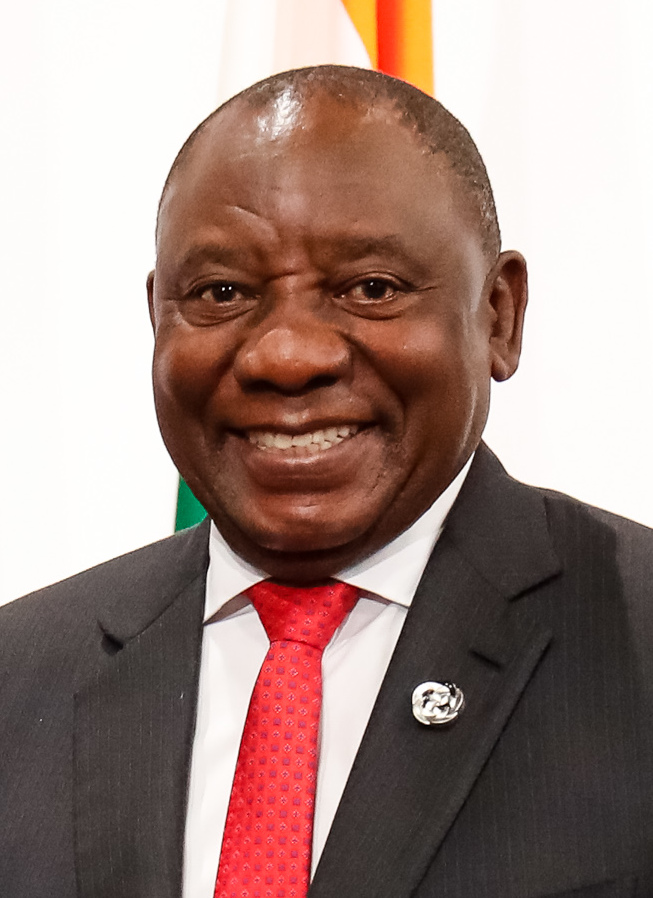
SAF سیریل رامافوسا، رئیس‌جمهور

- برزیل
ژائیر بولسونارو، رئیس‌جمهور (میزبان)
- روسیه
ولادیمیر پوتین، رئیس‌جمهور
- هند
نارندرا مودی، نخست‌وزیر
- چین
شی جین پینگ، رئیس‌جمهور
- آفریقای جنوبی
سیریل رامافوسا، رئیس‌جمهور